# Gelis taschenbergii
Gelis taschenbergii là một loài tò vò trong họ Ichneumonidae.